# Stapleton (Nebraska)
Stapleton es una villa ubicada en el condado de Logan en el estado estadounidense de Nebraska. En el Censo de 2010 tenía una población de 305 habitantes y una densidad poblacional de 469,17 personas por km².

## Geografía
Stapleton se encuentra ubicada en las coordenadas 41°28′49″N 100°30′45″O / 41.48028, -100.51250. Según la Oficina del Censo de los Estados Unidos, Stapleton tiene una superficie total de 0.65 km², de la cual 0.65 km² corresponden a tierra firme y (0 %) 0 km² es agua.

## Demografía
Según el censo de 2010, había 305 personas residiendo en Stapleton. La densidad de población era de 469,17 hab./km². De los 305 habitantes, Stapleton estaba compuesto por el 99.34 % blancos, el 0.33 % eran afroamericanos, el 0 % eran amerindios, el 0.33 % eran asiáticos, el 0 % eran isleños del Pacífico, el 0 % eran de otras razas y el 0 % pertenecían a dos o más razas. Del total de la población el 1.97 % eran hispanos o latinos de cualquier raza.